# 施洛斯湖 (前波美拉尼亞-格賴夫斯瓦爾德縣)
53°33′54″N 14°18′48″E / 53.56500°N 14.31333°E

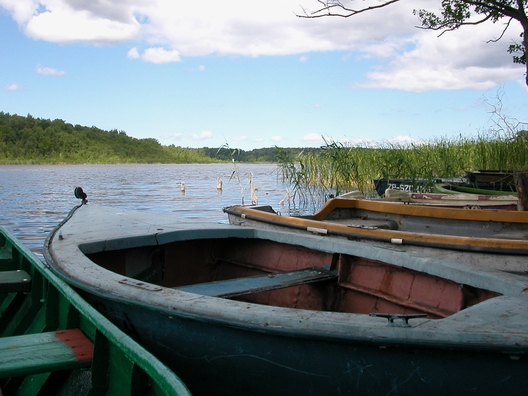

施洛斯湖（德語：Schlosssee），是德國的湖泊，位於該國東北部梅克倫堡-前波美拉尼亞州，由前波美拉尼亞-格賴夫斯瓦爾德縣負責管轄，長1.6公里、寬0.9公里，面積0.65平方公里，海拔高度15米。